# Euphoria (Muse)
Euphoria è un singolo del gruppo musicale britannico Muse, pubblicato il 19 maggio 2023 come settimo estratto dal nono album in studio Will of the People.

## Descrizione
Si tratta di una versione remix realizzata dal DJ Solomun della nona traccia di Will of the People.

## Tracce
Testi e musiche di Matthew Bellamy.
1. Euphoria (Solomun Remix) (Edit) – 2:53
2. Euphoria (Solomun Remix) (Extended) – 5:46

Traccia bonus nell'edizione di Spotify
1. Euphoria – 3:23